# 1082

## Родени
- Рамон Беренгер III, граф на Барселона, Гирона, Осона, Бесалу, Кардания, Прованс и Свещената Римска империя.
- Ярополк II, велик княз на Киевска Рус